# Hamad bin Khalifa al-Thani

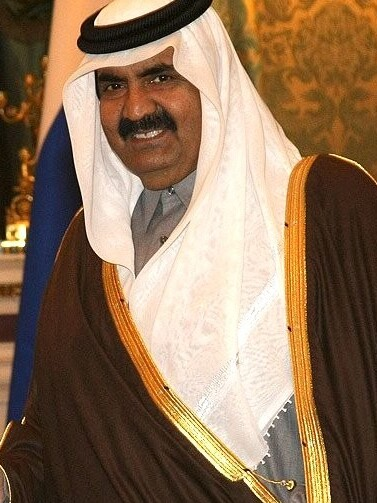
Sjeik Hamad bin Khalifa al-Thani

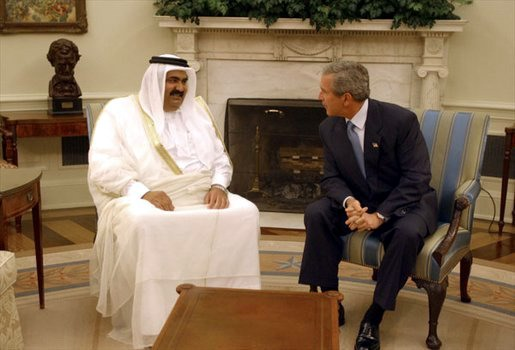
Sjeik Hamad op bezoek bij president Bush in het Witte Huis - mei 2003

Hamad bin Khalifa al-Thani (Arabisch: حمد بن خليفة آل ثاني,  Ḥamad b. Ḫalīfa Āl Ṯānī) (Doha (Qatar), 1952) is een voormalige emir van Qatar. Hij behoort tot de familie Al-Thani.
Hij kreeg zijn opleiding aan de Britse Koninklijke Militaire Academie Sandhurst tot 1971. In 1995, terwijl zijn vader, emir Khalifa bin Hamad al-Thani in Genève verbleef, pleegde Hamad bin Khalifa al-Thani een geweldloze staatsgreep en begon meteen met het moderniseren van zijn land. Hij gaf de VS toestemming een grote vlootbasis in te richten, waar sindsdien het US Central Command is gevestigd. Van hieruit vond in 2003 de aanval op Irak plaats.
Emir Hamad staat in de westerse wereld bekend als gastheer en financier van de in de Arabische wereld populaire televisiezender Al Jazeera. Daardoor werd hij regelmatig bekritiseerd door de regering van de Verenigde Staten wegens "partij kiezen" in de oorlog in Irak en de Palestijnse intifada. Sjeik Hamad was echter een van de trouwste bondgenoten van de Verenigde Staten in het Midden-Oosten, en Qatar huisvestte campussen van verscheidene Amerikaanse universiteiten in de regio, als onderdeel van een baanbrekend project genaamd Education City dat geleid wordt door de vrouw van de emir, Mozah Bint Nasser Al-Missned, die als een zelfstandige visionaire leidster wordt beschouwd.
De emir voerde een actieve buitenlandse politiek, en trad tijdens de Arabische Lente naar voren als prominente leider. Hij steunde actief de opstand in Libië, de opstand in Syrië en de machtsovername door de Moslimbroederschap in Egypte. Hij had een goede verstandhouding met de regering van Iran en bezocht in oktober 2012 als eerste staatshoofd sinds 2007 de Gazastrook met een hulppakket van 250 miljoen dollar op zak. Tegelijkertijd werd hij door het westen als partner behandeld. Zo leverden de Verenigde Staten heimelijk via hem wapens aan de opstandelingen in Libië. Deze kwamen echter deels terecht bij extreem-islamitische strijdgroepen.
Op 25 juni 2013 trad Hamad af ten gunste van zijn zoon Tamim.